# Always : Crépuscule sur la troisième rue
Série
Always zoku san-chōme no yūhi
(2007)
Pour plus de détails, voir Fiche technique et Distribution.
Always : Crépuscule sur la troisième rue (ALWAYS 三丁目の夕日, Always san-chōme no yūhi) est un film japonais réalisé par Takashi Yamazaki, sorti en 2005.

## Synopsis
Mutsuko quitte sa province pour Tokyo afin de travailler dans une entreprise automobile. Le travail s'avère différent de ce qui était prévu puisqu'elle arrive dans le petit garage de Norifumi Suzuki

## Fiche technique
- Titre : Always : Crépuscule sur la troisième rue
- Titre original : ALWAYS 三丁目の夕日 (Always san-chōme no yūhi)
- Réalisation : Takashi Yamazaki
- Scénario : Takashi Yamazaki et Ryōta Kosawa d'après le manga de Ryōhei Saigan
- Musique : Naoki Satō
- Photographie : Kōzō Shibasaki
- Montage : Ryūji Miyajima
- Production : Chikahiro Ando, Keiichiro Moriya et Nozomu Takahashi
- Société de production : Dentsu Music and Entertainment, Imagica, Nippon Television Network, Robot Communications, Shōgakukan, Tōhō et Yomiuri Telecasting Corporation
- Pays :  Japon
- Genre : Comédie dramatique et historique
- Durée : 133 minutes
- Dates de sortie : 
  -  Japon : 5 novembre 2005

## Distribution
- Maki Horikita : Mutsuko Hoshino
- Hidetaka Yoshioka : Ryunosuke Chagawa
- Shin'ichi Tsutsumi : Norifumi Suzuki
- Koyuki : Hiromi Ishizaki
- Hiroko Yakushimaru : Tomoe Suzuki
- Kazuki Koshimizu : Ippei Suzuki
- Kenta Suga : Junnosuke Furuyuki
- Masaya Takahashi : Saburo
- Kaga Mochimaru : Yūichirō

## Distinctions
Le film a été nommé pour quatorze Japan Academy Prizes et en a remporté douze.